# Cançons de pandero
Les Cançons de Pandero són cançons populars cantades per les majorales de les confraries del Roser quan sortien a fer captiri a les festes, com per exemple la festa del Corpus o alguna festa major o d'algun patró. Les majorales eren aquelles dones que s'encarregaven de fer les feines de l'església durant un any. També podien ser interpretades per fadrines o casades, que quasi sempre estaven adscrites a confraries religioses. La Confraria de la mare de Déu del Roser era una de les més importants, però el cant solista de les majorales només està documentat a les comarques de la plana de Lleida i de l'Urgell, fins al Priorat i el Camp de Tarragona.

## Història
Aquestes cançons varen ser molt importants a finals del segle xix i a principi del segle xx, ja que estaven molt presents en les comunitats, sobretot entre les comarques que van del Priorat fins a la Noguera. La finalitat d'interpretar aquestes cançons era recollir diners per poder guarnir l'altar de l'església i fer front a les despeses de la festa. Les dones anaven a les cases, a un bateig o a un casament per així poder guanyar diners amb les seves interpretacions. La capta sempre la realitzaven dones i eren aquelles normalment joves o no casades. Normalment una de les situacions que se solien realitzar aquestes cançons era durant el moment anomenat "llevant de taula", que és el moment que va a continuació de l'àpat de la festa. Habitualment, les cançons de pandero s'interpretaven en les següents situacions:
- Llevants de taula de ritus de pas: a casaments, bateigs i primeres misses d'un capellà.
- Captes pels carrers: s'anava pel carrer en festes importants per així poder guanyar diners. També anaven a els llevants de taula de les festes majors o de barri.
- Captes de dia normal: consistia en anar pel poble un dia qualsevol per treure beneficis.
- Aplecs a les ermites: normalment es realitzaven per primavera.[3]

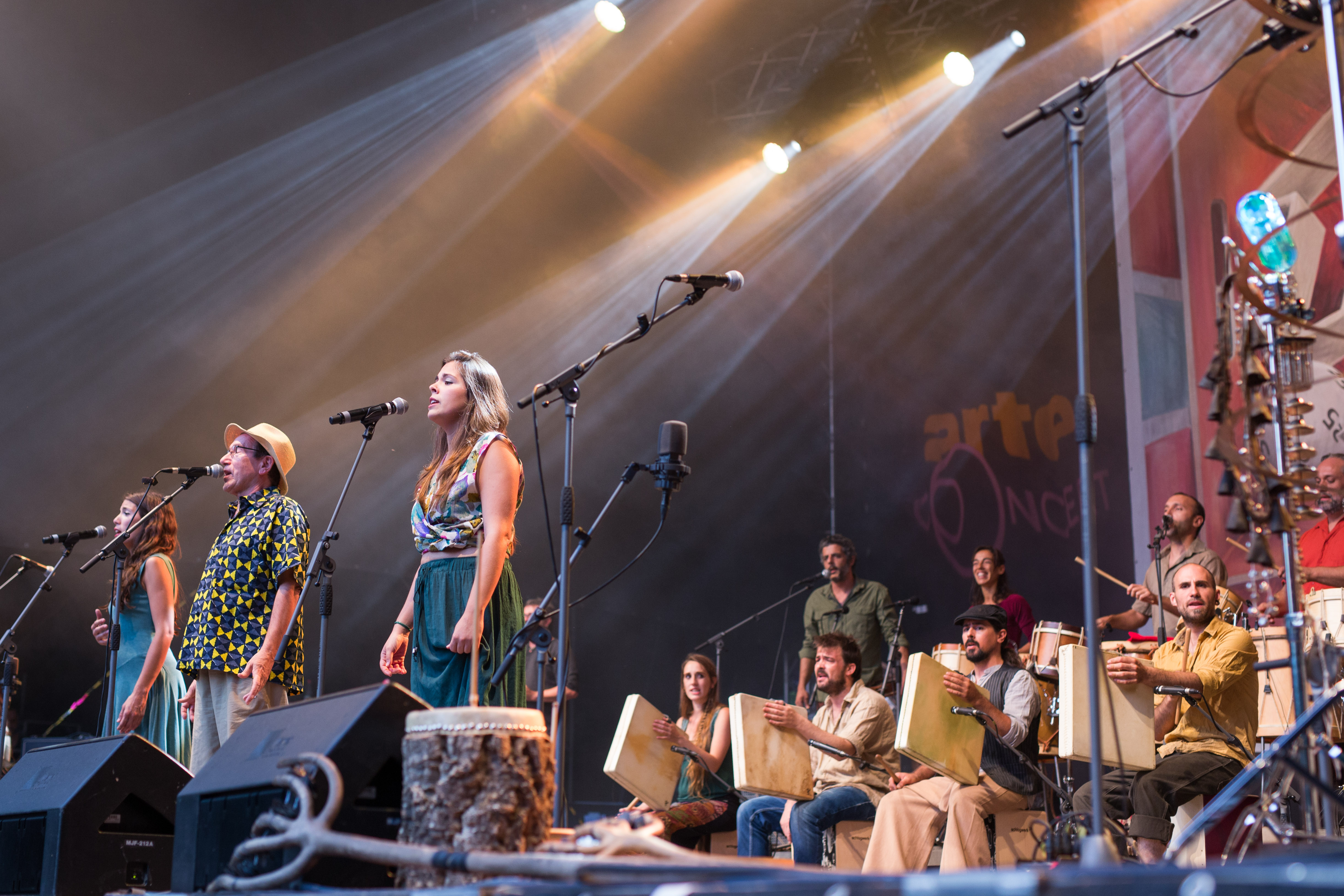
Grups musicals contemporanis interpreten cançons de pandero, a la fotografia el conjunt Coetus el 2015

Normalment, quan anaven a tots aquests llocs a fer les captes les dones anaven en parelles. Una tocava un pandero o alguna mena de tambor, mentre que l'altra cantava una cançó. També,la melodia que es cantava era monòtona i el contingut habitualment era de lloança, però també es podien trobar cançons amb contingut d'ironia. A la vegada, anaven passant una cistella per així poder recaptar els diners, però sempre fixaven el preu de cada cançó abans de cantar. Generalment aquests recipients portaven imatges de la Mare de Déu. La durada de les interpretacions podia variar. Solia residir en la importància de la festa. Per exemple, si una família realitzava una festa, els cants que es feien duraven un parell d'hores. En canvi, si la festa era de tot el poble, els cants podien durar tot el dia.
Les cançons es transmetien via oral. És a dir, de generació en generació perduraven aquestes melodies que les mares ensenyaven a les filles i aquestes als seus futurs fills. Generalment les cançons que havien de cantar durant la capta estaven preparades i memoritzades prèviament, però cal destacar que havia vegades que podien improvisar o intentar noves melodies al moment de l'actuació.

## El pandero

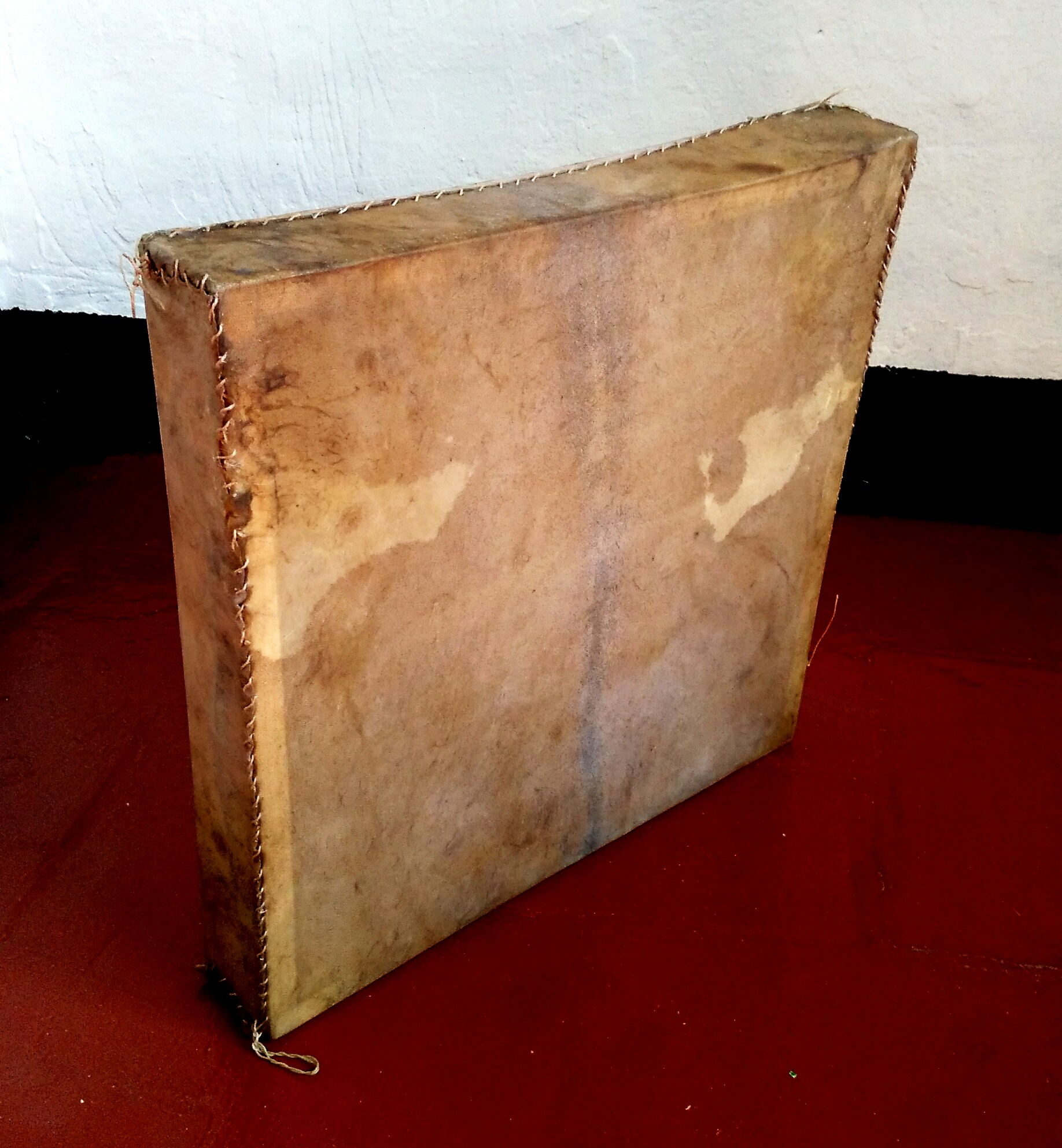
Pandero quadrat fet amb marc de fusta de pi i pell de cabrit

Normalment s'anomena pandero, però també té altres denominacions com per exemple tambor, pandero de les moses i pandó. És un instrument de percussió membranòfon, que està construït en forma de quadrat utilitzant com a material la fusta. Els panderos varien de forma segons la seva situació geogràfica, però sabem que hi ha panderos de 40 cm fins a 70 cm o més. Sobre l'estructura de fusta hi ha dues pells que s'utilitzen per percutir. Aquestes pells estan decorades amb figures religioses, com per exemple imatges de la Mare de Déu o dels sants respectius de cada confraria. També poden portar elements decoratius com cordetes o fins i tot petits instruments de percussió com els cascavells. A més, les majorales del pandero li podien afegir cintes exteriors per tenir-lo encara més decorat. Aquestes solien ser de seda.
Hi ha diversos exemplars molt ben conservats. Alguns es conserven en museus i altres encara s'utilitzen en festes de poble. Per exemple el Pandero d'Ulldemolins. Aquest pandero es troba al Museu Diocesà de Tarragona. No es conserven les cintes dels costats però si el cascavell que porta. Fa 50 cm de costat i 6 cm de gruix. Té una imatge de la Mare de Déu del Roser en una cara i a l'altra una imatge de Sant Isidre. Aquest pandero té una curiosa relació amb Ventura Gassol, ja que l'any 1928 va escriure una obra anomenada La Dolorosa, que la va estrenar a la població d'Ulldemolins l'any 1930. Per fer l'obra, que estava ambientada al segle xviii va utilitzar materials i instruments de la població i una de les coses que va utilitzar va ser el pandero. Després d'això els personatges interessats amb el folklorisme es varen interessar amb el pandero i tot això va dur a que es creés el Ball de Majorales d'Ulldemolins. Un altre exemple de pandero que es conserva és el Pandero d'Oliana. Aquest pandero es troba al Museu Etnològic de Barcelona i també porta una imatge de la Mare de Déu en una cara. Hi ha panderos que han desaparegut, però sabem que varen existir, com per exemple El Pandero de l'Albarca, que portava una imatge de la Verge en una cara i en l'altra imatges de referència mariana. Aquest pandero es va conservar fins a l'any 1936 en la parròquia del poble.

## Tècnica i interpretació
Per fer sonar el pandero les dones el posaven en posició vertical. Una de les parts del pandero es recolzava al ventre, mentre que amb les mans es colpejava la pell perquè produís el so. Algunes dones s'inclinaven una mica cap al darrere per poder interpretar millor. El ritme que es realitzava anava juntament amb la melodia que es cantava. Era un ritme bastant monòton que es pareixia a la melodia.

## Lletra i contingut
Normalment, el text era una breu cançó, corranda o glosa de cinc a catorze versos heptasíl·labs de rima assonant. Havia cançons que la seva temàtica era per demanar permís quan es volia entrar a una casa per cantar. Havia cançons que parlaven de protocol sobretot aquelles que es cantaven en els bateigs i les bodes. Havia cançons que es dedicaven a al·lotes que es volien casar amb joves que eren de fora vila. Pere Vidal es va interessar per aquestes cançons, per això fa un recull d'aquestes cançons. Ho recull al llibre Cançoner català del Rosselló i La Cerdanya. A continuació una sèrie d'exemples.
Aquest fragment forma part d'una cançó dedicada a la mare d'una dona que s'ha de casar:

Despediu-vos de la filla,
mare del cor dolorós,
despediu-vos de la filla
que ella es despedeix de vos.
Despediu-vos de la filla,
que no la manareu més,
l'heu posada en mans d'altres
amb un noble cavaller.
(La Palma de l'Ebre)
També eren comuns les cançons dedicades als capellans d'una parròquia, com per exemple aquest fragment:

Qui pogués tenir la ditxa
que tenen els capellans:
una volta cada dia
tenen Jesús a les mans.
Qui pogués tenir la ditxa
que els àngels envejarien
i tenen els capellans:
una volta cada dia
tenen Jesús a les mans.
(Montblanc)

## Les cançons de Pandero a nivell internacional
Hi ha un festival anomenat Tradicionàrius Festival Folk Internacional que es realitza des de l'any 1988. Aquest festival se celebra per recuperar cançons tradicionals que formen part del poble català. Per això, en aquest festival s'ha impulsat recuperar la interpretació de les cançons de pandero, que han estat molt important en el festival. Hi ha diversos grups, com per exemple La Rural o la Companyua Ponentina de Cançons de Pagesia que s'han encarregat d'interpretar aquest tipus de cançons, però sobretot el que han fet ha estat estudiar i difondre les cançons de pandero arreu del món. A més, constantment intenten actualitzar-se.